# ن. بي. أتكينسون
ن. بي. أتكينسون هو سياسي أمريكي، ولد في 15 يناير 1859 في ميزوري في الولايات المتحدة، وتوفي في 31 أكتوبر 1950 في ويتسبورغ في الولايات المتحدة. نشط حزبياً في الحزب الجمهوري. وقد انتخب عضو مجلس نواب واشنطن ‏.